# الجمهور (صحيفة)
الجمهور يومية جزائرية إخبارية شاملة تصدر باللغة العربية.

## وصلات خارجية
- الموقع الرسمي لجريدة الجمهور.